# 阿尔登诺
阿尔登诺（義大利語：Ardenno），是意大利松德里奥省的一个市镇。总面积17平方公里，人口3308人，人口密度194.6人/平方公里（2009年）。国家统计（ISTAT）代码为014005。